# Keiichirō Toyama
Keiichirō Toyama (外山 圭一郎?, Toyama Keiichirō; 1970) è un autore di videogiochi e sceneggiatore giapponese. Noto per essere stato l'autore del primo capitolo della serie di videogiochi, a tema survival horror, Silent Hill (1999) e dei due capitoli di Forbidden Siren (2003).

## Carriera
Nel 1994 è stato assunto dalla Konami come artista grafico. Dopo aver collaborato al design dei videogiochi Snatcher e International Track & Field, gli viene affidata la creazione di un nuovo titolo, Silent Hill; il successo di quest'ultimo ha spinto la Konami a produrre diversi sequel, nel mentre Toyama ha abbandonato il team di sviluppo nel 1999 per dedicarsi alla serie Forbidden Siren della SCE Japan Studio. Nel 2008, Toyama sviluppa Siren: Blood Curse, il remake del primo capitolo della serie. Successivamente ha sviluppato nel 2012 Gravity Rush e nel 2017 il sequel Gravity Rush 2.
Toyama ha lasciato Sony Japan Studio nel mese di settembre 2020. Ha poi fondato Bokeh Game Studio insieme a Kazunobu Sato e Jun'ya Okura. Toyama ha dichiarato di essere stato ispirato da Fumito Ueda, ha poi annunciato che ha intenzione di tornare nuovamente alle origini horror, con un gioco di debutto ispirato ai film dei registi Wong Kar-wai e Fruit Chan.

## Videogiochi
| Titolo                      | Anno | Ruolo                    | Sviluppo/Pubblicazione                       |
| --------------------------- | ---- | ------------------------ | -------------------------------------------- |
| Snatcher                    | 1994 | Graphic designer         | Konami                                       |
| International Track & Field | 1996 | Character designer       | Konami                                       |
| Silent Hill                 | 1999 | Direttore, sceneggiatore | Konami                                       |
| Siren                       | 2003 | Direttore, sceneggiatore | SCE Japan Studio/Sony Computer Entertainment |
| Forbidden Siren 2           | 2006 | Direttore, sceneggiatore | SCE Japan Studio/Sony Computer Entertainment |
| Siren: Blood Curse          | 2008 | Direttore, sceneggiatore | SCE Japan Studio/Sony Computer Entertainment |
| Gravity Rush                | 2012 | Direttore, sceneggiatore | SCE Japan Studio/Sony Computer Entertainment |
| Gravity Rush Remastered     | 2015 | Direttore, sceneggiatore | SCE Japan Studio/Sony Computer Entertainment |
| Gravity Rush 2              | 2017 | Direttore, sceneggiatore | SCE Japan Studio/Sony Computer Entertainment |
| Slitterhead                 | 2024 | Direttore                | Bokeh Game Studio                            |

## Riconoscimenti
Nel 2012, Toyama ha ricevuto il premio per l'eccellenza al 16º Japan Media Arts Festival per il suo lavoro Gravity Rush.